# Korneliusz (Rodousakis)
Korneliusz, imię świeckie Emanuil Rodusakis (ur. 1936, zm. 14 maja 2023) – grecki biskup prawosławny służący w jurysdykcji Patriarchatu Jerozolimskiego.

## Życiorys
Urodzony na Krecie, przybył do Jerozolimy w 1951. Po ukończeniu szkoły teologicznej Patriarchatu Jerozolimskiego w 1958 złożył wieczyste śluby mnisze. W 1964 został wyświęcony na hieromnicha, zaś w 1965 otrzymał godność archimandryty. Od 1967 do 1972 studiował teologię w Instytucie Ekumenicznym w Genewie. Po powrocie do Izraela został mianowany stałym członkiem Świętego Synodu Patriarchatu Jerozolimskiego. Pracował jako wykładowca patriarszej szkoły teologicznej oraz jako redaktor naczelny i dyrektor pisma „Nowy Syjon”.
W październiku 1976 miała miejsce jego chirotonia na biskupa Sebastii. Otrzymał następnie godność arcybiskupią. W lutym 1978 objął stanowisko patriarszego przedstawiciela w Betlejem. W 1991 podniesiony do godności metropolity Petry. W tym samym roku został przewodniczącym sądu kościelnego Patriarchatu Jerozolimskiego. W 2000 przeniesiony na stanowisko przewodniczącego kościelnej komisji ds. ekonomicznych.
Wielokrotnie uczestniczył w spotkaniach międzykościelnych. Dwukrotnie sprawował godność locum tenens Patriarchatu Jerozolimskiego: po śmierci patriarchy Diodora w 2000 oraz po złożeniu z urzędu Ireneusza w 2005.